# Gunnar Prokop
Gunnar Prokop (Sankt Pölten, 1940. július 11. –) osztrák kézilabdaedző.

## Életpályája
Edzői pályafutása az 1964-es olimpiai játékokon kezdődött, ahol Liese Sykora edzőjeként vett részt. 1972-ben a női kézilabdázásban kezdett dolgozni, abban az évben alapította meg a Hypo Niederösterreichet, amelyet a következő évtizedekben a sportág legsikeresebb klubcsapatává tett. Az akkor még  Hypo Lower Austria néven szereplő csapat 1977 és 2010 között minden évben megnyerte az osztrák bajnokságot.
Az 1980-as évekre Gunnar Prokop egy, a nemzetközi mezőnyben is egyre inkább meghatározó csapatot épített fel, amely 1987-ben bejutott a Bajnokcsapatok Európa-kupája sorozat döntőjébe, ott azonban kettős vereséggel (25–17, 25–20) alulmaradt a szovjet Szpartak Kijevvel szemben. A Hypo Niederösterreich nyolc alkalommal nyerte meg a Bajnokcsapatok Európa-kupáját - 1994-től Bajnokok Ligája - amely rekord a sportág történetében a női szakágban.
Érdemei elismeréseképpen az Európai Kézilabda-szövetség alapításának 10. évfordulóján rendezett ünnepségen az évszázad edzőjének választották, 2007 áprilisában  Alsó-Ausztria tartomány életmű-díjjal jutalmazta. 2010-ben, 38 év után mondott le a Hypo vezetőedzői és klubmenedzseri posztjáról.
Felesége, Liese Prokop sportkarrierjének befejezése után politizálni kezdett, 2004-től a 2006-os haláláig belügyminiszter volt. Lányuk, Karin Prokop kézilabdázó volt, majd visszavonulása után ugyancsak politizálni kezdett. Húsz évvel idősebb bátyja, Ludwig Prokop atléta, orvos és egyetemi tanár volt, aki sportorvosként a dopping elleni harc egyik vezetője volt hazájában.
Prokop személyét több botrány övezte. Gyakran tett szexista vagy éppen nőgyűlölő megjegyzéseket. Több alkalommal került akár tettlegességig fajuló vitába sportbírókkal, 2004 januárjában a Vasas-Hypo mérkőzésen okozott botrányt viselkedésével. 2009. október 29-én a francia Metz Handball elleni Bajnokok Ligája találkozón súlyos sportszerűtlenséget követett el, hogy megakadályozza az ellenfél támadását. Prokop a mérkőzés vége előtti másodpercekben 27–27-es döntetlennél besétált a pályára, majd szándékosan ütközött a Metz egy játékosával.
Az eset következtében az akkor 69 éves sportvezetőt az EHF három évre eltiltotta a szervezet sportrendezvényeiről. Később ítéletét enyhítette az Európai Kézilabda-szövetség, Prokop eltiltását egy évre mérsékelte és 10 ezer euró megfizetésére kötelezte.